# 鲍里斯 (保加利亚)
鲍里斯·薩克森-科堡-哥達（1997年10月12日—），出生于马德里，保加利亚王子、特爾諾沃親王、萨克森-科堡-哥达王子、萨克森公爵，是保加利亚前王储维利可特诺亲王卡尔达姆的长子。2015年，其父卡尔达姆王储不幸去世，鲍里斯王子成为保加利亚王位的第一顺位继承人。

## 頭銜
自 1945 年保加利亚王國制滅亡以来，保加利亚政府不再承认这些头衔。
1997年10月12日至2015年4月7日：保加利亚鲍里斯亲王殿下，萨克森公爵

2015 年 4 月 7 日至今：特尔诺沃亲王殿下